# Контрольная работа

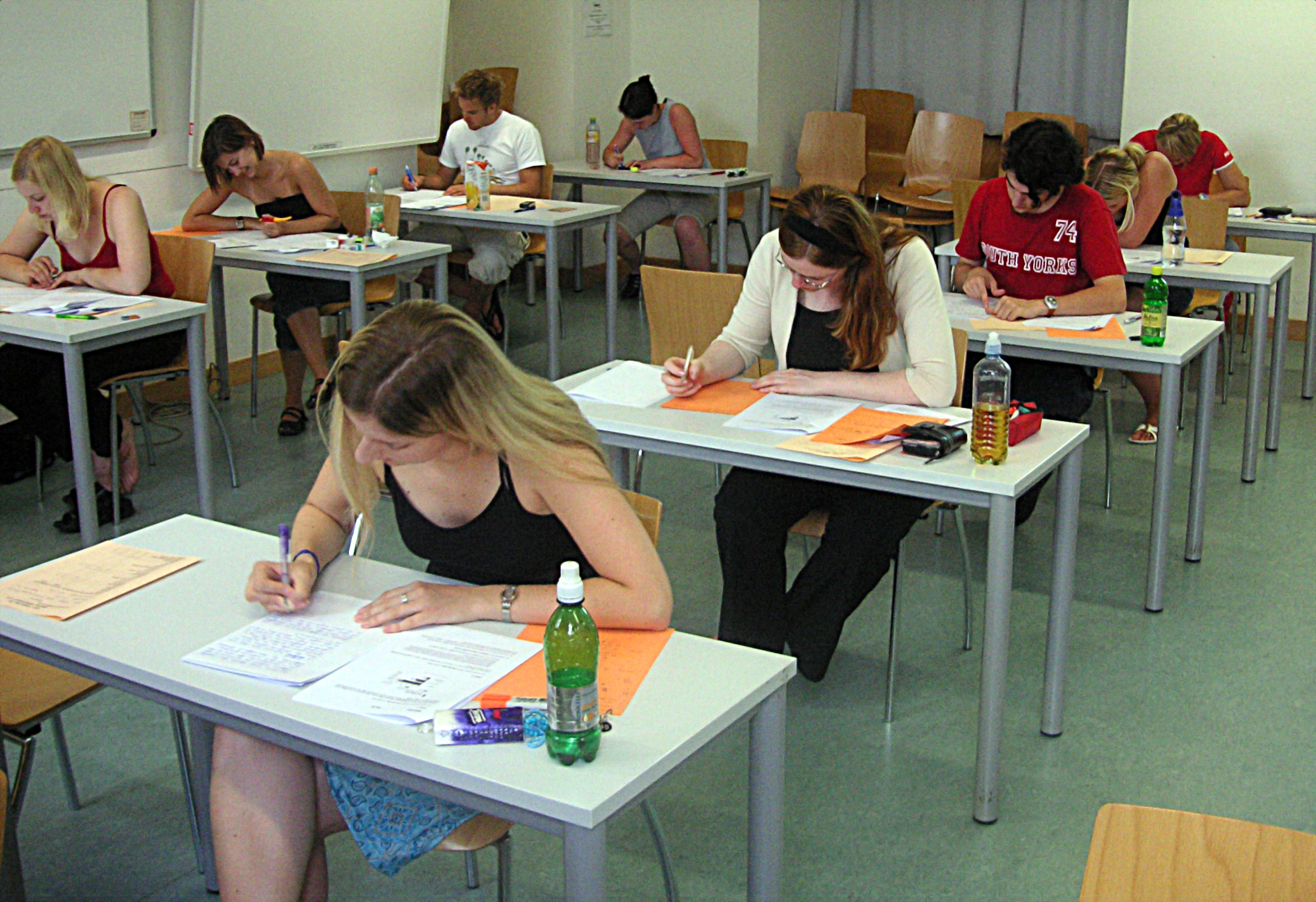
Студенты за контрольной работой в Венском Университете.

Контрольная работа (разг. контрольная) — это работа, в которой измеряется уровень знаний, навыков, умений или физических возможностей. Используется как средство для установления эффективности осуществления образовательной деятельности. 
Контрольная работа может быть проведена в устной форме, на бумаге, с помощью компьютера, в контролируемой среде (например, некоторые физические тесты) или в открытой среде (например, экзамен по вождению), в течение определённого периода времени под контролем. Может состоять из нескольких вопросов, вопросов, упражнений или заданий.
Контрольные работы могут различаться по строгости — любые материалы могут быть запрещены, либо можно использовать один или несколько дополнительных инструментов, например, справочник (для контрольных работ по иностранным языкам может быть разрешён словарь) или калькулятор чтобы ответить.

## Результаты

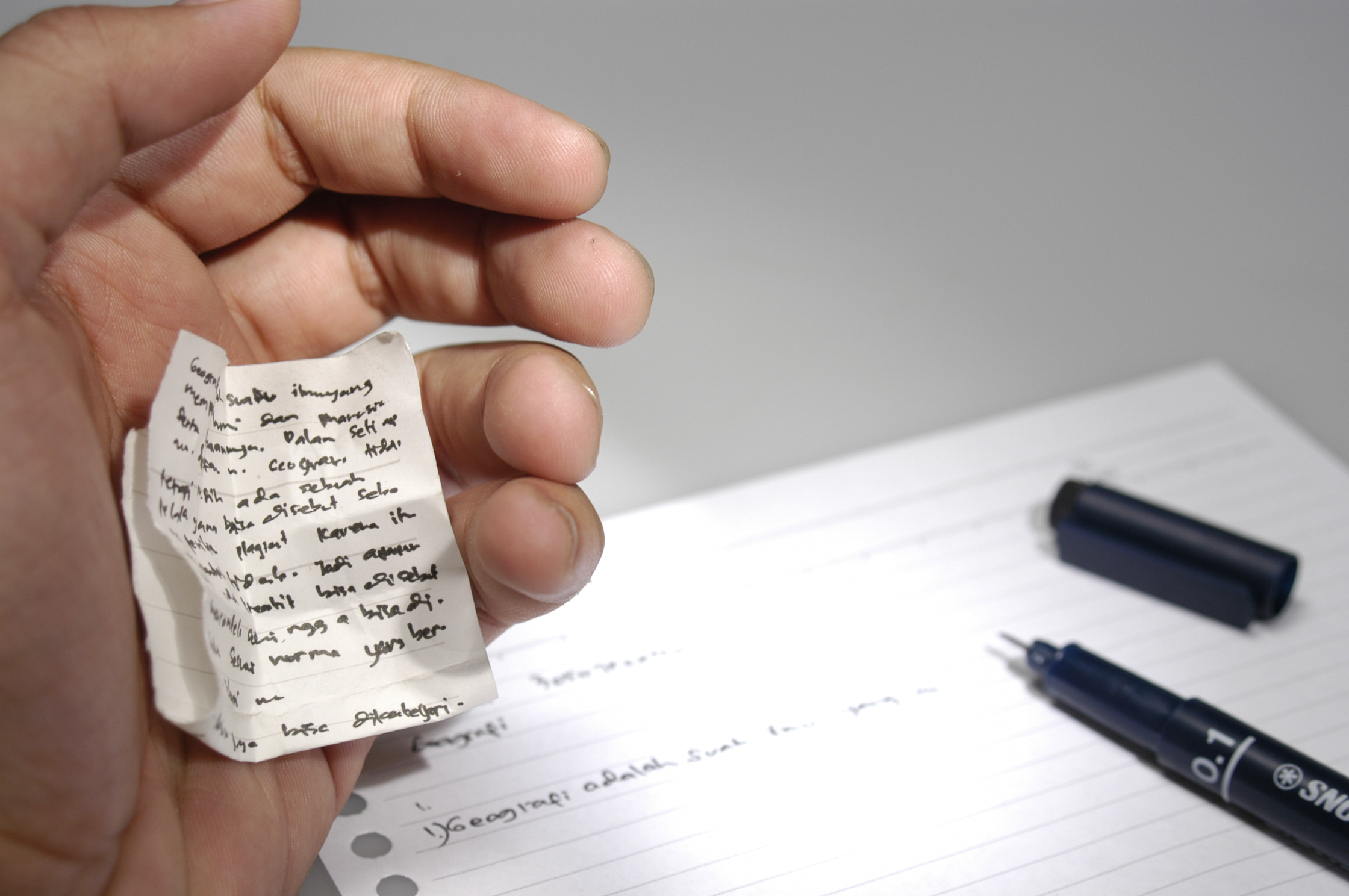
Шпаргалка

Экзамены, как правило, имеют рейтинг от 0 до 10, от 1 до 12 или от L до А в зависимости от школы и страны. 
В Англии и США рейтинг ведётся от A до F, где A, B и C — положительные оценки и D, E и F — неудовлетворительные оценки. В России существует пятибалльная система оценки, где «5» — «отлично», «4» — «хорошо», «3» — «удовлетворительно» (удовлетворительные оценки), «2» — «неудовлетворительно», раньше в российской системе образования ставили оценку «1» (кол) но данный балл на данный момент практикуется редко и в большинстве российских школ не ставится (там, где оценка "кол" применяется, её, как правило, ставят ученикам, уличённым на использовании шпаргалок и других неразрешённых материалов, или другим образом нарушившим порядок проведения работы), хотя в очень редких случаях даже используется оценка «0» (ставится обычно за неявку по неуважительной причине на контрольную работу).

## Виды контрольных работ
Контрольная работа — это наиболее традиционный способ оценки знаний, предполагающий несколько общих характеристик, согласно исследователю Д. Салинасу (2002):
- Индивидуальное выполнение;
- Ограниченное время;
- Невозможность использовать справочные материалы;
- Запрет на списывание;
- Выполняется в тишине.

Существуют виды контрольных работ:
- С открытыми вопросами
- С закрытыми вопросами
- С возможностью выбора ответов
- Устные контрольные работы